# Rio Grajaú
Pour les articles homonymes, voir Grajaú.
Le rio Grajaú est un cours d'eau brésilien qui baigne l'État d'Acre et un affluent du rio Juruá, donc de l'Amazone. 

## Géographie
La longueur de son cours d'eau est de 560 kilomètres[réf. nécessaire].
Il prend sa source sur et arrose la municipalité de Porto Walter. C'est un affluent de la rive droite du rio Juruá, dans lequel il se jette au lieu-dit Grajaú.